# Yegor Silin
Yegor Silin (Ishim, Rusia, 25 de junio de 1988) es un ciclista ruso.
Fue medalla de bronce en la prueba de ruta del Campeonato Mundial de Ciclismo en Ruta de 2009, celebrado en Mendrisio, Suiza, solamente superado por Romain Sicard y Carlos Betancur.
Debutó como profesional el año 2010 con el equipo ruso de categoría UCI ProTeam Katusha y luego de dos temporadas se unió a las filas del Astana Pro Team para volver al Katusha en 2014.

## Palmarés
2008
- Gran Premio Ciudad de Felino

2009
- 3.º en el Campeonato de Rusia en Ruta
- Coppa della Pace
- 1 etapa del Baby Giro
- 1 etapa del Giro del Valle de Aosta
- 3.º en el Campeonato Mundial en Ruta sub-23

2011
- 1 etapa del Herald Sun Tour

## Resultados en Grandes Vueltas y Campeonatos del Mundo
Durante su carrera deportiva ha conseguido los siguientes puestos en las Grandes Vueltas y en los Campeonatos del Mundo en carretera:
| Carrera         | Carrera         | 2010 | 2011 | 2012  | 2013 | 2014 | 2015 | 2016 | 2017 | 2018 |
| --------------- | --------------- | ---- | ---- | ----- | ---- | ---- | ---- | ---- | ---- | ---- |
|                 | Giro de Italia  | —    | —    | —     | —    | —    | —    | 38.º | —    | —    |
|                 | Tour de Francia | —    | 71.º | —     | —    | Ab.  | —    | —    | —    | —    |
|                 | Vuelta a España | —    | —    | 122.º | —    | —    | —    | 15.º | —    | —    |
| Mundial en Ruta | Mundial en Ruta | 57.º | —    | —     | —    | —    | —    | —    | —    | —    |

—: No participa

Ab.: Abandono

## Equipos
- Katusha (2010-2011)
- Astana Pro Team (2012-2013)
- Katusha (2014-2016)
- RP-Boavista[1] (2017-2018)